# Mittelschmalkalden
Mittelschmalkalden ist ein Ortsteil der Stadt Schmalkalden im Landkreis Schmalkalden-Meiningen in Thüringen.

## Lage
Der Straßenortsteil Mittelschmalkalden liegt entlang der Landesstraße 1026 im Tal der Schmalkalde mit Wiesen und dann Wäldern umgeben. Diese Landesstraße verbindet das Umfeld mit der Bundesstraße 19 Richtung Eisenach, was einen flutenden Verkehr mit sich bringt.

## Geschichte
Der Ortsteil wurde als Dorf am 26. Februar 1289 erstmals urkundlich erwähnt. Er gehörte zum Amt Schmalkalden der hessischen Herrschaft Schmalkalden.
Am 1. Juli 1950 wurden die bis dahin eigenständigen Gemeinden Aue und Haindorf eingegliedert.
1000 Einwohner leben 2012 im Ortsteil. 1994 ist das Dorf nach Schmalkalden eingemeindet worden. Die Kinder der 1. bis 4. Klassen aus der Umgebung gingen hier bis 2006 in eine im Fachwerkstil erbaute Grundschule.

## Persönlichkeiten
- Hugo Simon (1909–1945), Widerstandskämpfer
- Heinz Roth (* 1931), Oberst des Ministeriums für Staatssicherheit (MfS) und Leiter der Abteilung XII (Zentrale Auskunft/Speicher) des MfS

## FSV 06 Mittelschmalkalden
Der Verein wurde 1906 mit der amtsgerichtlichen Eintragung gegründet, gespielt wurde auf Kreis – und Bezirksebene. Während des Zweiten Weltkriegs wurden die sportlichen Aktivitäten eingestellt. Acht Jahre später (1953) erhielt der Verein finanzielle und materielle Unterstützung durch die Betriebe „VEB ERU“ und „VEB Kranbau Schmalkalden“, dadurch konnte man mit dem Bau der Umkleidekabinen beginnen.
Dank der Sponsoren fehlte es nicht an Geld, doch entstanden große personelle Probleme, so musste der Spielbetrieb sechs Jahre eingestellt werden. Gleichzeitig mit der Einstellung der fußballerischen Aktivitäten, gründet man die Abteilung Tischtennis, der Vorläufer für den heutigen TTV Mittelschmalkalden e. V.
Nach der Wiederaufnahme gelang auch schon der erste große Erfolg, so stieg die 1. Männermannschaft 1980 in die 1. Kreisklasse auf, nach nur einer Saison in der 2. Kreisklasse. Im Laufe der Zeit konnte das Sportlerheim immer weiter ausgebaut werden. Nicht nur das Gebäude machte große Fortschritte, auch die Mannschaften konnten Erfolge feiern und die Anzahl der Mannschaften wuchs stetig.
Anlässlich des 100-jährigen Jubiläums wurde die Fassade des Sportlerheims komplett neu gestaltet.
Im Jahr 2012 erweiterte man den Sportplatz um ein weiteres Gebäude, welches nun Platz für zwei weitere Kabinen mit Dusche und WC bietet, sowie einer weiteren Schiedsrichterkabine und einem neuen Ausschank.
Der Verein, der sich vor allem durch herausragende Arbeit im Jugend – und Männersport auszeichnet, konnte auch einen großen Erfolg auf Landesebene feiern. 2013 stellte er eine Mädchenmannschaft für die Hallenmeisterschaft des Thüringer Fußball-Verbandes (TFV) in den E-Junioren auf. Diese konnte sich gegen Mannschaften aus Weimar, Erfurt, Saalfeld, Bad Berka, Meiningen und Bad Salzungen durchsetzen und wurde Thüringenmeister. Die 1. Männermannschaft stieg nach der Saison 2018/2019 in die Kreisoberliga auf und sicherte sich somit einen sehr bedeutsamen Titel.
Für diesen Verein stehen nicht nur die sportlichen Aktivitäten im Vordergrund, er setzt sich ebenfalls sehr stark für den Kampf gegen Rassismus ein und will damit auch zeigen, dass dies in Mittelschmalkalden nichts auf und neben dem Platz zu suchen hat, genau wie auf allen Fußballplätzen weltweit.